# 하동 법성선원 대방광원각수다라요의경
하동 법성선원 대방광원각수다라요의경(河東 法成禪院 大方廣圓覺修多羅了義經)은 대한민국 경상남도 하동군 옥종면, 법성선원에 있는 불경이다. 2015년 10월 29일 경상남도의 문화재자료 제600호로 지정되었다.

## 개요
｢대방광원각수다라요의경(大方廣圓覺修多羅了義經)｣은 우리나라 불교의 소의경전(소의經典) 중의 하나로, 불교 강원(講院)의 사교과(四敎科) 과정의 필수과목으로 학습되고 있는 불경으로, 현재까지 널리 독송(讀誦)되고 연구되어, 많은 주석서(注釋書)가 만들어져서 불교수행의 길잡이 역할 뿐만 아니라 철학적으로나 문학적으로 뛰어난 책이다.
이 책은 ‘4권(卷3~6) 4책’으로 제본(製本)된 목판본(木板本)으로 되어 있다. 제첨서명은 ‘大方廣圓覺修多羅了義經’이고, 권수제(卷首題)는 ‘大方廣圓覺修多羅了義經’, 판심제(版心題)는 ‘圓覺經’으로 확인된다.
사주단변(四周單邊)에, 반곽(半郭)의 크기는 세로26.2cm에 가로19.7cm이며, 계선이 있고(有界), 9행(行) 21자(字)로 배열되어 있다.
우리나라에서 간행된 현존본은 ‘1380년 이색이 지은 발문이 있는 고려본’을 비롯하여, 세조(世祖) 연간에 을해자(乙亥字)로 간행한 활자본, 1465년 함허 득통(得通)이 주석을 달고 이를 언해하여 개판한 간경도감판, 1465년 을유자(乙酉字)로 간행한 활자본 등이 전래되고 있다. 이밖에도 조선시대에 간행된 사찰본으로 ‘1570년 전라도 안심사에서 간경도감판을 복각한 판본’을 비롯하여 12종이 유통되고 있다.
이 책은 ‘4권(卷3~6) 4책(冊)’의 낙질본(落帙本)이지만 ‘1634년’이라는 명확한 간행 기록(刊記)과 시주자(施主者)들이 명기(明記)되어 있고, 그 인출 및 보관상태가 양호한 책이다. 특히 소의경전으로 강원(講院)의 필수과목으로 학습되는 불경으로 자료적 가치를 지니고 있다.

## 참고 자료
- 하동 법성선원 대방광원각수다라요의경 - 국가유산청 국가유산포털